# مكسيم رودنسون
مكسيم رودنسون (بالفرنسية: Maxime Rodinson) (
نطق فرنسي: [ʁɔdɛ̃sɔ̃]; 26 يناير 1915, باريس – 23 مايو 2004, مرسيليا) كان المؤرخ الماركسي الفرنسي، عالم الاجتماع ودراسات شرقية. كان ابن تاجر الملابس الروسي - وزوجته البولندية اللذان توفيا في معسكر أوشفيتز بيركينو بعد دراسة اللغات الشرقية، فإنه أصبح أستاذا في EPHE المدرسة التطبيقية للدراسات العليا (جامعة سوربون، إثيوبيا (لغة جعزية) فرنسا). كان مؤلف مجموعة غنية من الأعمال، بما في ذلك كتاب محمد، سيرة نبي الإسلام.
انضم رودنسون إلى الحزب الشيوعي الفرنسي في عام 1937 «لأسباب أخلاقية»، تحولت في وقت لاحق بعيدا بعد انجراف الحزب إلى الستالينية. تم طرده من الحزب في عام 1958. وقد اشتهر في فرنسا عندما ابدى انتقادات حادة إلى إسرائيل ومعارضة سياسات إستيطان للدولة اليهودية.يرجع بعض الفضل إليه مع سك مصطلح «الفاشية الإسلامية» التي وصمت بها الثورة الإيرانية (الفاشية الإسلامية) في عام 1979
من آثاره: «مباحث في فن الطبخ عند العرب» (1949م)، «محمد» (1961م)، «الرأسمالية والإسلام» (1966م)، «الماركسية والعالم الإسلامي» (1972م)، «عظمة الإسلام» (1980م). ترجمت جميع كتبه إلى اللغة العربية عدا كتاب «محمد».
كان رودنسون قد وجه انتقادات مبكرة وعنيفة للحركة الصهوينية ومحاولة اختطافها لليهودية والدعوة باسمها، كذلك انتقد بشدة حركة التحرر الفلسطينية إلا أنه أظهر دعما مستمرا للمطالب الفلسطينية  «إن الفلسطينيين بشر، ولو لم يصبهم ما يصيب غيرهم من البشر عندما تحشد طاقاتهم لنصرة قضية عادلة، أو غير عادلة، لكانوا معجزة خارقة.» 

## السيرة

### الأسرة
كان والدا ماكسيم رودنسون من المهاجرين اليهود الروس البولنديين عرقيا الذين كانوا أعضاء في الحزب الشيوعي. وصلوا إلى فرنسا في نهاية القرن 19 كلاجئين وفارين من مذابح في الإمبراطورية الروسية. والده كان تاجرا للملابس حيث قد أقام مشروع تجاري لصنع الملابس المضادة للماء في وهى الجزء الناطق في باريس باللغة اليديشية، تسمى Pletzl، في منطقة من ماريه. أنهما أصبحا ملجأ من بين الداعين إلى المنفيين الروس الآخرين، أكثر من الثوار المعادين للإمبراطورية الروسية حاول والده حشد النقابات، وتنظم الخدمات التعليمية وغيرها لصاحب مجموعة من المهاجرين من الطبقة العاملة. في عام 1892 ساعد في إنشاء مكتبة المجتمع، يحتوي على مئات من أعمال في ليديشية، الروسية والفرنسية.